# Hugo Viana
Hugo Miguel Ferreira Gomes Viana, noto semplicemente come Hugo Viana (Barcelos, 15 gennaio 1983), è un dirigente sportivo ed ex calciatore portoghese, di ruolo centrocampista, direttore sportivo del Manchester City.

## Caratteristiche
Ha ricoperto prevalentemente il ruolo di centrocampista centrale, ma in alcuni casi è stato impiegato anche come trequartista.

## Carriera

### Calciatore

#### Club
Inizia la sua carriera nello Sporting Lisbona, dove vince il premio di Miglior calciatore giovane dell'anno. Con i biancoverdi inoltre, conquista Campionato e Coppa di Portogallo. Ingaggiato dal Newcastle per 12,75 milioni di euro, gioca in Inghilterra per due stagioni senza mai brillare, prima di tornare a Lisbona in prestito.
All'inizio della stagione 2005-2006 passa al Valencia, ancora in prestito. Nel marzo 2006 gli spagnoli riscattano il suo cartellino per 2,3 milioni di euro. Nella stagione 2007-2008 è in prestito all'Osasuna, dove però disputa solo 9 gare di campionato e realizza un sol gol (quello nella vittoria contro il Mallorca per il 3-1 finale).
Il 31 luglio 2009 passa in prestito con diritto di riscatto allo Sporting Braga, diritto che la squadra portoghese decide di non esercitare tornando così a Valencia, ma il 30 agosto 2010, dopo essersi svincolato dal Valencia, ritorna allo Sporting Braga, firmando un contratto triennale.
Ha segnato nella semifinale di ritorno contro il connazionale Benfica nella semifinale di Europa League 2010-2011. La squadra, anche grazie al suo gol, raggiungerà la finale, dove verrà eliminata dal Porto.
Nel 2013 viene acquistato dalla formazione dell'Ah-Ahli, con la quale vince il campionato emiratino.
Nella stagione 2015-2016 è in forze all'Al-Wasl realizzando due reti in campionato nelle 37 partite disputate.

#### Nazionale
Fa il suo esordio con la nazionale portoghese il 14 gennaio 2002, nell'amichevole vinta per 5-1 contro l'Angola, subentrando nel secondo tempo a Luís Figo. Viene convocato per il campionato del mondo 2002, ma non scende mai in campo. Con la Nazionale olimpica portoghese scende in campo durante i Giochi olimpici del 2004.
Ritorna in Nazionale dopo l'Europeo 2004 e fa parte della squadra che partecipa al campionato del mondo 2006 dove indossa la prestigiosa maglia numero 10. Entra solo in spezzoni di gara contro Angola e Inghilterra, sbagliando contro quest'ultimi nella serie di rigori al 120º senza però vanificare la qualificazione al turno successivo della formazione iberica. Finisce la sua esperienza con la maglia della Seleção nel 2012, con un totale di 29 presenze ed un gol (realizzato nel 2005 contro la Lituania).

### Dirigente
Il 12 ottobre 2024 viene annunciato che sarebbe diventato il nuovo direttore sportivo del Manchester City a partire dal 1º luglio 2025.

## Statistiche

### Cronologia presenze e reti in nazionale
| Cronologia completa delle presenze e delle reti in nazionale ― Portogallo | Cronologia completa delle presenze e delle reti in nazionale ― Portogallo | Cronologia completa delle presenze e delle reti in nazionale ― Portogallo | Cronologia completa delle presenze e delle reti in nazionale ― Portogallo | Cronologia completa delle presenze e delle reti in nazionale ― Portogallo | Cronologia completa delle presenze e delle reti in nazionale ― Portogallo | Cronologia completa delle presenze e delle reti in nazionale ― Portogallo | Cronologia completa delle presenze e delle reti in nazionale ― Portogallo |
| Data                                                                      | Città                                                                     | In casa                                                                   | Risultato                                                                 | Ospiti                                                                    | Competizione                                                              | Reti                                                                      | Note                                                                      |
| ------------------------------------------------------------------------- | ------------------------------------------------------------------------- | ------------------------------------------------------------------------- | ------------------------------------------------------------------------- | ------------------------------------------------------------------------- | ------------------------------------------------------------------------- | ------------------------------------------------------------------------- | ------------------------------------------------------------------------- |
| 14-1-2002                                                                 | Lisbona                                                                   | Portogallo                                                                | 5 – 1                                                                     | Angola                                                                    | Amichevole                                                                | -                                                                         | 46’                                                                       |
| 13-2-2002                                                                 | Barcellona                                                                | Spagna                                                                    | 1 – 1                                                                     | Portogallo                                                                | Amichevole                                                                | -                                                                         | 62’                                                                       |
| 27-3-2002                                                                 | Porto                                                                     | Portogallo                                                                | 1 – 4                                                                     | Finlandia                                                                 | Amichevole                                                                | -                                                                         | 46’                                                                       |
| 17-4-2002                                                                 | Lisbona                                                                   | Portogallo                                                                | 1 – 1                                                                     | Brasile                                                                   | Amichevole                                                                | -                                                                         | 61’                                                                       |
| 7-9-2002                                                                  | Birmingham                                                                | Inghilterra                                                               | 1 – 1                                                                     | Portogallo                                                                | Amichevole                                                                | -                                                                         | 46’                                                                       |
| 16-10-2002                                                                | Göteborg                                                                  | Svezia                                                                    | 2 – 3                                                                     | Portogallo                                                                | Amichevole                                                                | -                                                                         | 80’                                                                       |
| 30-4-2003                                                                 | Eindhoven                                                                 | Paesi Bassi                                                               | 1 – 1                                                                     | Portogallo                                                                | Amichevole                                                                | -                                                                         | 46’                                                                       |
| 10-6-2003                                                                 | Oeiras                                                                    | Portogallo                                                                | 4 – 0                                                                     | Bolivia                                                                   | Amichevole                                                                | -                                                                         |                                                                           |
| 20-9-2003                                                                 | Chaves                                                                    | Portogallo                                                                | 1 – 0                                                                     | Kazakistan                                                                | Amichevole                                                                | -                                                                         |                                                                           |
| 11-10-2003                                                                | Lisbona                                                                   | Portogallo                                                                | 5 – 3                                                                     | Albania                                                                   | Amichevole                                                                | -                                                                         | 46’                                                                       |
| 18-2-2004                                                                 | Loulé                                                                     | Portogallo                                                                | 1 – 1                                                                     | Inghilterra                                                               | Amichevole                                                                | -                                                                         | 83’                                                                       |
| 28-4-2004                                                                 | Coimbra                                                                   | Portogallo                                                                | 2 – 2                                                                     | Svezia                                                                    | Amichevole                                                                | -                                                                         | 66’                                                                       |
| 9-2-2005                                                                  | Dublino                                                                   | Irlanda                                                                   | 1 – 0                                                                     | Portogallo                                                                | Amichevole                                                                | -                                                                         | 46’                                                                       |
| 26-3-2005                                                                 | Barcelos                                                                  | Portogallo                                                                | 4 – 1                                                                     | Canada                                                                    | Amichevole                                                                | -                                                                         | 46’                                                                       |
| 30-3-2005                                                                 | Bratislava                                                                | Slovacchia                                                                | 1 – 1                                                                     | Portogallo                                                                | Qual. Mondiali 2006                                                       | -                                                                         | 90’                                                                       |
| 17-9-2005                                                                 | Ponta Delgada                                                             | Portogallo                                                                | 2 – 0                                                                     | Egitto                                                                    | Amichevole                                                                | -                                                                         | 62’                                                                       |
| 8-10-2005                                                                 | Aveiro                                                                    | Portogallo                                                                | 2 – 1                                                                     | Liechtenstein                                                             | Qual. Mondiali 2006                                                       | -                                                                         | 74’                                                                       |
| 12-10-2005                                                                | Porto                                                                     | Portogallo                                                                | 3 – 0                                                                     | Lettonia                                                                  | Qual. Mondiali 2006                                                       | 1                                                                         | 79’                                                                       |
| 1-3-2006                                                                  | Düsseldorf                                                                | Arabia Saudita                                                            | 0 – 3                                                                     | Portogallo                                                                | Amichevole                                                                | -                                                                         | 46’                                                                       |
| 27-5-2006                                                                 | Évora                                                                     | Portogallo                                                                | 4 – 1                                                                     | Capo Verde                                                                | Amichevole                                                                | -                                                                         | 46’                                                                       |
| 3-6-2006                                                                  | Metz                                                                      | Lussemburgo                                                               | 0 – 3                                                                     | Portogallo                                                                | Amichevole                                                                | -                                                                         | 70’                                                                       |
| 11-6-2006                                                                 | Colonia                                                                   | Angola                                                                    | 0 – 1                                                                     | Portogallo                                                                | Mondiali 2006 - 1º turno                                                  | -                                                                         | 81’                                                                       |
| 1-7-2006                                                                  | Gelsenkirchen                                                             | Inghilterra                                                               | 0 – 0 dts (1 - 3 dtr)                                                     | Portogallo                                                                | Mondiali 2006 - Quarti di finale                                          | -                                                                         | 74’                                                                       |
| 6-2-2007                                                                  | Londra                                                                    | Brasile                                                                   | 0 – 2                                                                     | Portogallo                                                                | Amichevole                                                                | -                                                                         | 61’                                                                       |
| 24-3-2007                                                                 | Lisbona                                                                   | Portogallo                                                                | 4 – 0                                                                     | Belgio                                                                    | Qual. Euro 2008                                                           | -                                                                         | 77’                                                                       |
| 5-6-2007                                                                  | Kuwait City                                                               | Kuwait                                                                    | 1 – 1                                                                     | Portogallo                                                                | Amichevole                                                                | -                                                                         | 46’                                                                       |
| 26-5-2012                                                                 | Leiria                                                                    | Portogallo                                                                | 0 – 0                                                                     | Macedonia                                                                 | Amichevole                                                                | -                                                                         | 70’                                                                       |
| 15-9-2012                                                                 | Loulé                                                                     | Portogallo                                                                | 2 – 0                                                                     | Panama                                                                    | Amichevole                                                                | -                                                                         | 46’ 18’                                                                   |
| 14-11-2012                                                                | Libreville                                                                | Gabon                                                                     | 2 – 2                                                                     | Portogallo                                                                | Amichevole                                                                | -                                                                         | 74’ 91’                                                                   |
| Totale                                                                    |                                                                           | Presenze                                                                  | 29                                                                        |                                                                           | Reti                                                                      | 1                                                                         |                                                                           |

## Palmarès
- Campionato portoghese: 1

Sporting Lisbona: 2001-2002
- Coppa portoghese: 1

Sporting Lisbona: 2001-2002
- Coppa di lega portoghese: 1

Braga: 2012-2013
- Campionato emiratino: 1

Al-Ahli: 2013-2014
- Supercoppa emiratina: 1

Al-Ahli: 2013
- Coppa di lega emiratina: 1

Al-Ahli: 2013-2014